# Équipe d'Allemagne de l'Ouest de football à la Coupe du monde 1954
La Coupe du monde de football 1954 constitue le premier sacre de l’Équipe d'Allemagne de football, en Coupe du monde. Dans un contexte particulier où l'Allemagne ne possède plus d’équipe nationale pendant des années (elle n'a pas participé aux phases qualificatives de la Coupe du monde 1950), dû au contexte historique de l’époque (l’après Seconde Guerre mondiale, Guerre froide, reconstruction du foot allemand et du sport allemand dans sa globalité), la nationale Mannschaft crée la sensation en remportant la compétition face au Onze d'or hongrois, considéré comme l'une si ce n'est la meilleure équipe du monde à ce moment-là, car invaincue depuis 4 ans.
Durant les éliminatoires de la coupe du Monde, les Allemands rencontrent l'équipe de Sarre (l'une des trois équipes allemandes d'après-guerre avec la RFA et celle de l'Allemagne de l'Est, disparue en 1956) et l'équipe de Norvège. La RFA remporte aisément son groupe et se qualifie pour la Coupe du monde.
Lors du tournoi, l'Allemagne tombe sur la Turquie, la Hongrie et la Corée du Sud (mais n'affronte pas cette dernière). Pendant le premier tour, la Mannschaft gagne son premier match face aux Turcs sur le score de 4-1, mais s'incline très lourdement sur le score de 8-3 face à l’équipe de Hongrie. En match d'appui, elle gagne encore contre la Turquie, là encore sur un score conséquent (7-2). En quart de finale, elle tombe sur la glorieuse équipe de Yougoslavie, finaliste des Jeux olympiques d'été de 1952. L'Allemagne retrouve le dernier carré d'un mondial pour la deuxième fois de son histoire après 1934. En demi-finale, l'Allemagne s'impose sur le score de 6-1 face à l’équipe autrichienne dans un contexte historique particulier.
En finale, elle rencontre de nouveau la Hongrie. Contre toute attente, l'Allemagne de l'Ouest remporte sur un match très partagé (3-2) la Coupe du Monde 1954. Pourtant, les Hongrois mènent sur le score de 2-0 au bout de 8 minutes de jeu seulement. Max Morlock et Helmut Rahn réduisent le score après 18 minutes de jeu. En deuxième période, Helmut Rahn profite d'un mauvais dégagement de la défense hongroise pour tirer à ras de terre et inscrire un dernier but, synonyme de victoire pour l'Allemagne de l'Ouest.
Cette victoire historique est très significative pour les Allemands de l'Ouest qui ont vécu pour la première fois une expérience de liesse collective après la fin de la Seconde Guerre mondiale. Aussi, sur le contexte géopolitique de la guerre froide, cette finale voit s’affronter le bloc de l'ouest, représenté par la RFA, face au bloc de l'est, représenté par la Hongrie. Cette finale marque particulièrement les esprits allemands et porte dès lors le surnom de « Miracle de Berne » (en allemand : Das Wunder von Bern).

## Retour de la DFB à la FIFA

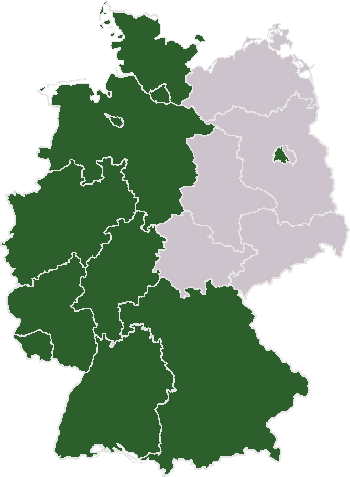
En vert : la République fédérale d'Allemagne et ses Länder, ainsi que Berlin-Ouest, à la veille de la réunification.

Après la Seconde Guerre mondiale, la société allemande mettra un temps à se reconstruire au niveau des institutions, notamment dans le domaine sportif. Ainsi, avec une volonté politique des forces d’occupation alliées de l’époque, l'Allemagne de l'Ouest, devait représenter le renouveau de la société allemande, post-Allemagne nazie. Dans le cadre de l’époque de la formation de deux "blocs" idéologiquement opposés : le "bloc de l'Ouest" et le "bloc de l'Est". Il s'agissait d'une réelle impulsion pour les alliés  pour faire de l’Allemagne de l’Ouest (RFA) un pays modèle contrairement à son voisin de l’Est (dirigé par l’Union soviétique) à partir de ce paramètre, le football était un réel facteur de propagande de l’époque entre l’Ouest et l’Est,.
Lors de la première réunion du Comité exécutif après la fin de la Seconde Guerre mondiale, du 10 au 12 novembre 1945 à Zurich, la FIFA a décidé de rompre les relations sportives avec l'Allemagne (ainsi qu'avec le Japon) et certains pays ayant fait partie de l'Axe un certain temps, l'interdiction va même pour toutes les associations membres d'entretenir des relations sportives avec l'Allemagne. La participation de la DFB (déjà dissoute) et de ses associations aux compétitions internationales n'était donc plus possible dans les années d'après-guerre. L'Autriche reconstruite, en revanche, a pu à nouveau jouer des matchs internationaux de manière indépendante à partir de 1945.
Cela n'a changé que lorsque la Fédération anglaise de football (FA) a demandé à la FIFA la réadmission de la DFB aux matches internationaux en 1949, après la fondation de la République fédérale d'Allemagne. La FIFA a ensuite levé l'interdiction des matchs contre toutes les équipes, mais le 7 mai 1949, elle a exigé que le gouvernement militaire concerné dans la zone d'occupation de laquelle un match international devait être joué donne son consentement avant chaque match international. D'autres questions supra-zonales, comme l'organisation du championnat allemand, étaient auparavant réglementées par un comité de football fondé à Essen en 1947 sous la direction de Peco Bauwens (futur premier président de la DFB), qui comprenait, outre Bauwens, Hans Huber, Walter Dinger, Heino Gerstenberg et d'autres examinateurs. Cette commission s'est notamment penchée sur le statut de joueur sous contrat, qui avait été introduit pour l'Oberliga Süd organisée sous la direction de l'Association des clubs de football d'Allemagne du Sud, mais qui a été rejeté par les clubs de la zone britannique, pour exemple. La légitimité du comité de football a parfois été remise en question, par exemple par la Fédération bavaroise de football en 1949,.
Le rétablissement officiel et juridiquement contraignant de la DFB après la guerre fut décidé le 21 janvier 1950 à Stuttgart, lors d'une réunion de travail de toutes les associations ouest-allemandes, à l'exception de la Sarre occupée par la France, qui ne faisait pas encore partie de la nouvelle République fédérale et avait fondé deux ans plus tôt la Fédération sarroise de football. Cela a été accepté par la FIFA en juin 1950. La Fédération allemande de football a été fondée en juillet 1950 pour la République démocratique allemande occupée par les Soviétiques. La réadmission définitive de la DFB dans la FIFA avait déjà été demandée par l'Association Suisse de Football (SFV) lors du Congrès de la FIFA du 22 juin de la même année, mais n'a été décidée que le 22 septembre 1950 par le Comité Exécutif réuni à Bruxelles. À partir de ce moment, la DFB et ses associations étaient à nouveau éligibles pour participer au niveau international sans restrictions. Néanmoins, avec le retard administratif, l'Allemagne de l'Ouest ne put participer aux éliminatoires de la Coupe du monde de football 1950, tournoi final qui se déroule au Brésil. L'Allemagne de l'Ouest commencera son époque footballistique d’après-guerre qu'à partir de la Coupe du monde 1954.
Avec l'incorporation de la Sarre à la République fédérale d'Allemagne en 1957, la Fédération sarroise de football, qui était auparavant membre indépendant de la FIFA, rejoint la DFB,.

## Qualification pour l'Allemagne de l'Ouest
Le groupe 1 compte 3 équipes : la RFA, la Norvège et la sélection de Sarre (territoire d'Allemagne sous protectorat français mais possédant un statut autonome). La RFA remporte aisément son groupe et se qualifie pour la Coupe du monde.
| Rang | Équipe               | Pts | J | G | N | P | Bp | Bc | Diff |  | Résultats (▼ dom., ► ext.) |     |     |     |
| ---- | -------------------- | --- | - | - | - | - | -- | -- | ---- |  | -------------------------- | --- | --- | --- |
| 1    | Allemagne de l'Ouest | 7   | 4 | 3 | 1 | 0 | 12 | 3  | +9   |  | Allemagne de l'Ouest       |     | 3-0 | 5-1 |
| 2    | Sarre                | 3   | 4 | 1 | 1 | 2 | 4  | 8  | -4   |  | Sarre                      | 1-3 |     | 0-0 |
| 3    | Norvège              | 2   | 4 | 0 | 2 | 2 | 4  | 9  | -5   |  | Norvège                    | 1-1 | 2-3 |     |

| 1re match    | Norvège       | 1 - 1   | Allemagne de l'Ouest |                                                       |                                                       |
| 19 août 1953 | Hennum 41e    | (1 - 1) | 44e F. Walter        | Ullevaal, Oslo Spectateurs : 32 266 Arbitrage : Ausum | Ullevaal, Oslo Spectateurs : 32 266 Arbitrage : Ausum |
| 19 août 1953 | Rapport (DFB) |         |                      | Ullevaal, Oslo Spectateurs : 32 266 Arbitrage : Ausum | Ullevaal, Oslo Spectateurs : 32 266 Arbitrage : Ausum |

| 2e match        | Allemagne de l'Ouest          | 3 - 0   | Sarre |                                                                              |                                                                              |
| 11 octobre 1953 | Morlock 13e 51e · Schäfer 71e | (1 - 0) |       | Neckarstadion, Stuttgart Spectateurs : 53 000 Arbitrage : Karel van der Meer | Neckarstadion, Stuttgart Spectateurs : 53 000 Arbitrage : Karel van der Meer |
| 11 octobre 1953 | Rapport (DFB)                 |         |       | Neckarstadion, Stuttgart Spectateurs : 53 000 Arbitrage : Karel van der Meer | Neckarstadion, Stuttgart Spectateurs : 53 000 Arbitrage : Karel van der Meer |

| 3e match         | Allemagne de l'Ouest                                       | 5 - 1   | Norvège          |                                                                          |                                                                          |
| 22 novembre 1953 | Morlock 26e 63e · O. Walter 69e · F. Walter 80e · Rahn 86e | (1 - 1) | 26e Nordahl (en) | Volksparkstadion, Hambourg Spectateurs : 76 000 Arbitrage : Archer Leuty | Volksparkstadion, Hambourg Spectateurs : 76 000 Arbitrage : Archer Leuty |
| 22 novembre 1953 | Rapport (DFB)                                              |         |                  | Volksparkstadion, Hambourg Spectateurs : 76 000 Arbitrage : Archer Leuty | Volksparkstadion, Hambourg Spectateurs : 76 000 Arbitrage : Archer Leuty |

| 4e match     | Sarre             | 1 - 3   | Allemagne de l'Ouest          |                                                                                |                                                                                |
| 24 mars 1954 | Martin 68e (pen.) | (0 - 1) | 37e 51e Morlock · 83e Schäfer | Ludwigsparkstadion, Sarrebourg Spectateurs : 53 000 Arbitrage : Jan Bronkhorst | Ludwigsparkstadion, Sarrebourg Spectateurs : 53 000 Arbitrage : Jan Bronkhorst |
| 24 mars 1954 | Rapport (DFB)     |         |                               | Ludwigsparkstadion, Sarrebourg Spectateurs : 53 000 Arbitrage : Jan Bronkhorst | Ludwigsparkstadion, Sarrebourg Spectateurs : 53 000 Arbitrage : Jan Bronkhorst |

## Tirage au sort
Pour cette Coupe du monde 1954, la FIFA décide à l’unanimité d'appliquer une formule basée sur les « têtes de série ». En effet, cette édition du mondial comportera 4 groupes de 4 équipes où 2 équipes seront têtes de séries (désignées par la FIFA selon leur classement par les résultats en matchs officiels et amicaux). Les nations têtes de série ont été choisies avant le tirage au sort de la phase finale de la Coupe du monde qui a eu lieu le 30 novembre 1953, soit bien avant la fin des qualifications. Dans le groupe de l'Allemagne, il s’agira de l’équipe nationale de Hongrie finaliste du mondial 1938, équipe favorite de l’époque avec sa star Ferenc Puskás, et la surprenante sélection de Turquie ayant éliminé la Roja aux tours préliminaires.
Les 2 têtes de série (qui ne s'affrontent pas entre elles) jouent contre les deux autres équipes (qui ne s'affrontent pas non plus entre elles). Ce n'est qu'en cas d'égalité de points pour une place qualificative à l'issue des deux journées que les équipes peuvent être amenées à s'affronter au cours d'un match d'appui. Lors de ce premier tour, il y aura deux matchs d'appui, et ils opposeront à chaque fois des équipes qui se sont déjà rencontrées.
| Équipe               | Chapeau | Méthode de qualification     | Date de qualification | Participations | Dernière participation     | Meilleure performance passée |
| -------------------- | ------- | ---------------------------- | --------------------- | -------------- | -------------------------- | ---------------------------- |
| Hongrie              | 1       | Vainqueur du Groupe 7 Europe |                       | 3e             | 1938 (Finaliste)           | Finaliste en 1938            |
| Turquie              | 1       | Vainqueur du Groupe 6 Europe | 17 mars 1954          | 1er            | Neant                      | Neant                        |
| Allemagne de l'Ouest |         | Vainqueur du Groupe 1 Europe | 28 mars 1954          | 3e             | 1938 (huitièmes de finale) | Troisième en 1934            |
| Corée du Sud         |         | Vainqueur du Groupe 13 Asie  | 14 mars 1954          | 1er            | Néant                      | Néant                        |

## Match de préparation de la Coupe du monde
| Match amical        | Suisse                                 | 3 - 5   | Allemagne de l'Ouest                                             |                                                                               |                                                                               |
| 25 avril 1954 12:00 | Fatton 57e · Ballaman 71e · Kernen 86e | (0 - 4) | 5e Schäfer · 16e Walter · 30e Morlock · 31e Schäfer · 85e Walter | Parc Saint-Jacques, Suisse Spectateurs : 51 000 Arbitrage : Benjamin Griffith | Parc Saint-Jacques, Suisse Spectateurs : 51 000 Arbitrage : Benjamin Griffith |
| 25 avril 1954 12:00 | Rapport                                |         |                                                                  | Parc Saint-Jacques, Suisse Spectateurs : 51 000 Arbitrage : Benjamin Griffith | Parc Saint-Jacques, Suisse Spectateurs : 51 000 Arbitrage : Benjamin Griffith |

## La liste des 22 Allemands pour le premier sacre

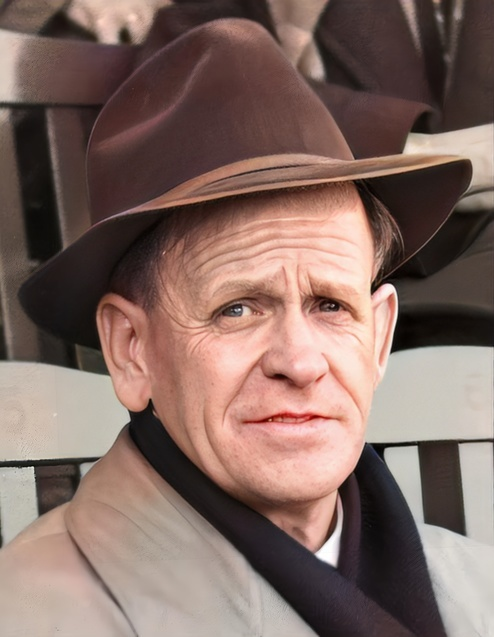
Sepp Herberger entraîneur de l’équipe

La liste des 22 joueurs allemands est constituée de nombreux joueurs sans expérience internationale, tels que : Herbert Erhardt, Karl-Heinz Metzner et Ulrich Biesinger (joueur le plus jeune de la liste), les trois joueurs n'ont jamais disputé de match avec la Mannschaft avant ce mondial, ceci s'explique par la rareté des matchs de l’époque, tant sur le plan compétitif avec peu de matchs au niveau des qualifications et sur le peu de matchs amicaux disputés par les sélections de l’époque. Dans cette liste, l’entraîneur allemand, Sepp Herberger, décide de confier le brassard de capitaine à Fritz Walter, le seul joueur à avoir joué pour la sélection pendant la guerre, et in fine, le plus ancien international allemand de cette liste. Toni Turek, connu sous le nom de Anton Turek, était le gardien, numéro 1 de la sélection, il est aussi le plus âgé durant ce mondial (35 ans), mais ne devient international seulement en 1950. L'âge moyen de l’équipe est de 27,6 ans.

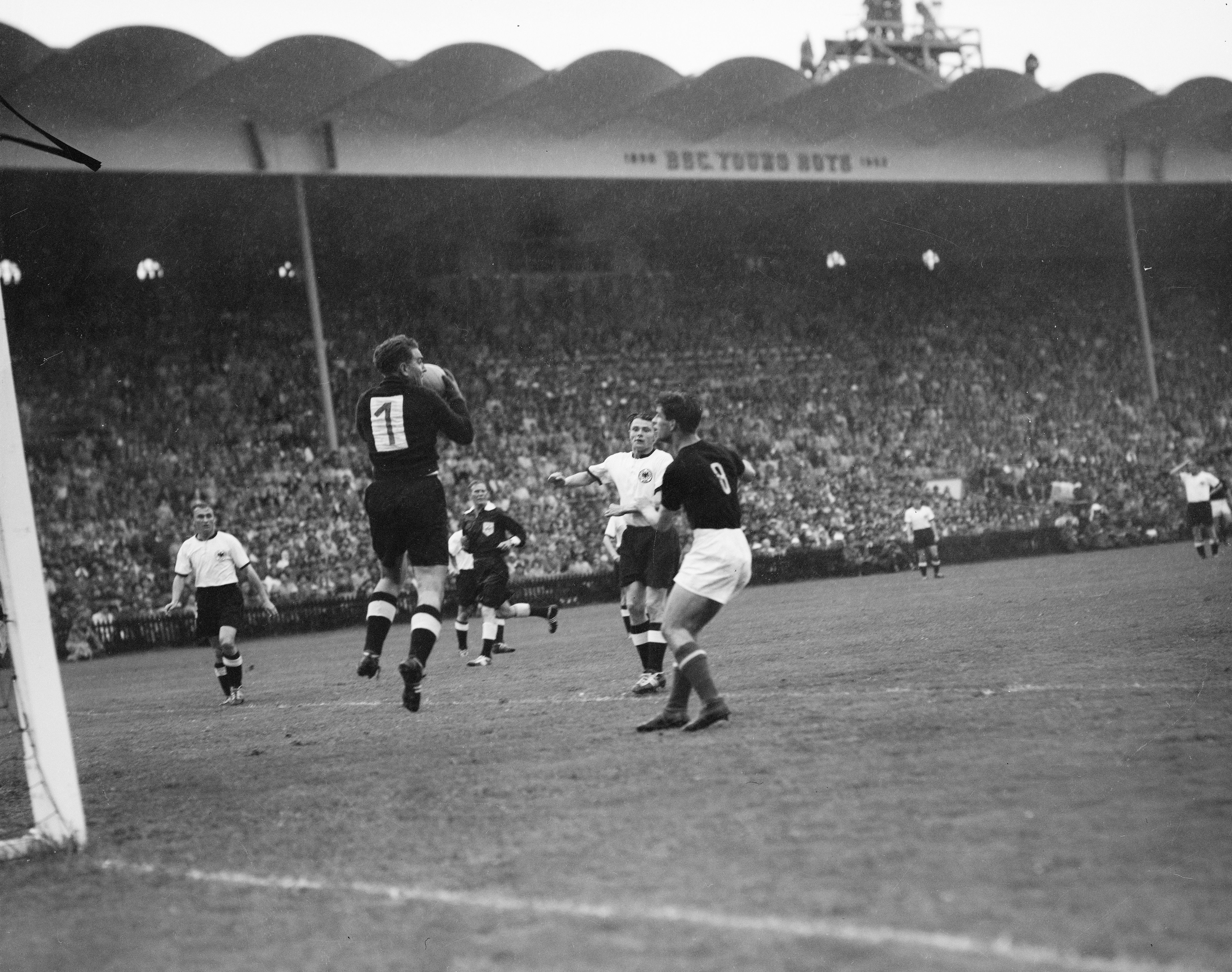
Anton Turek (ici en numéro 1) gardien de la sélection.
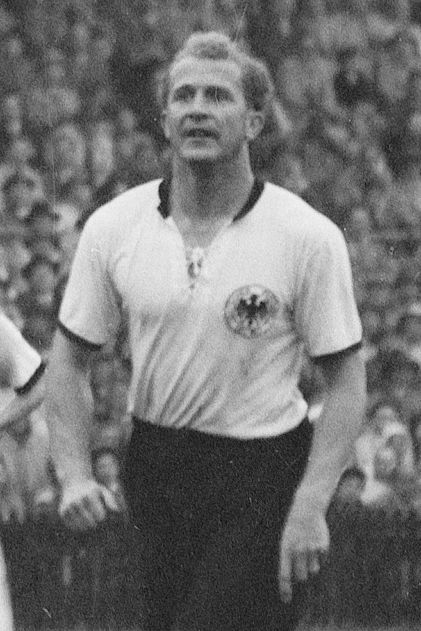
Werner Liebrich.
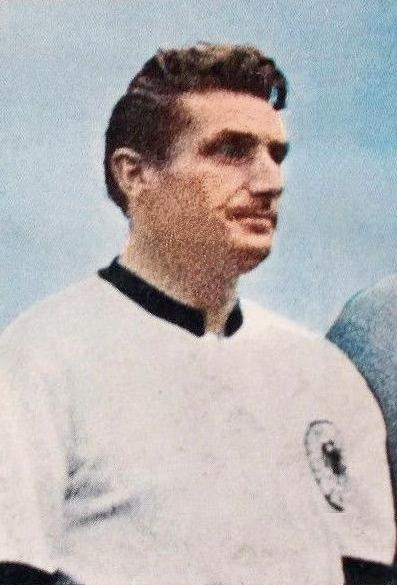
Fritz Walter, capitaine de la sélection allemande en 1954.
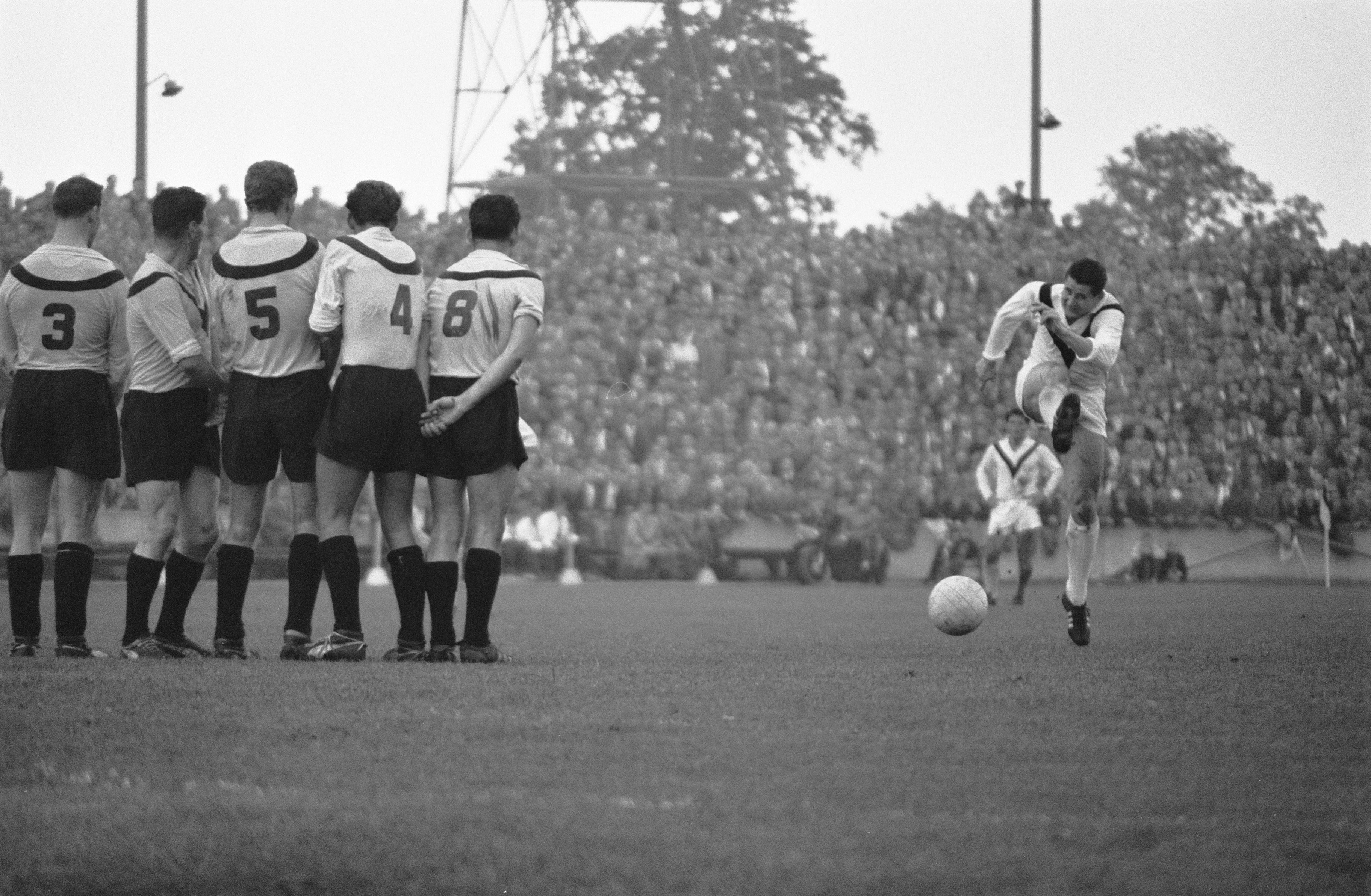
Helmut Rahn.
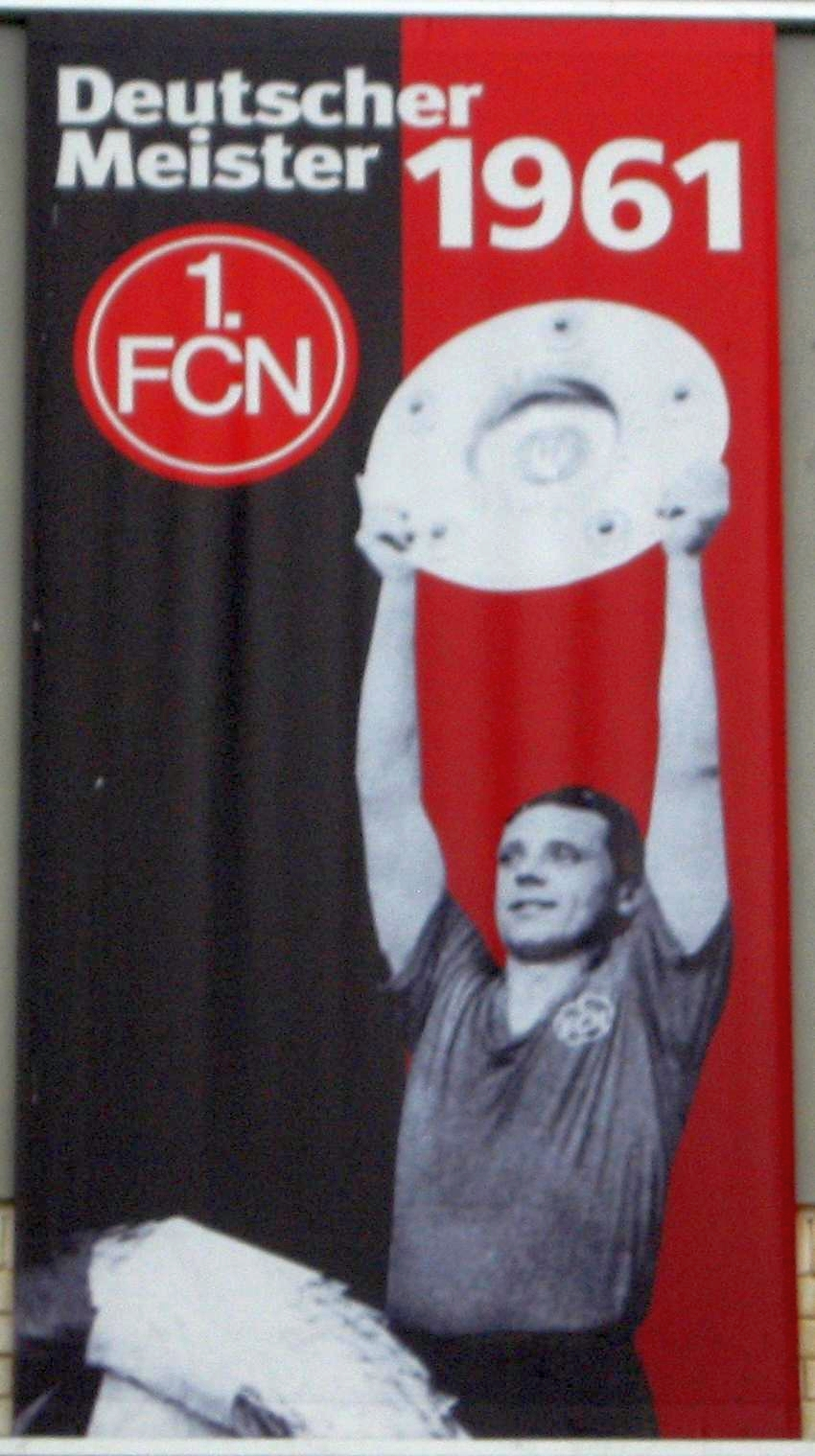
Max Morlock.

## Coupe du Monde

### Premier tour

#### Une entrée réussie contre la Turquie
Après plusieurs années d'absence, le 17 juin 1954, au Stade du Wankdorf (futur stade de la finale du mondial 1954), l'Allemagne de l'Ouest retrouve la sensation d'un match de mondial de football, face à la Turquie, adversaire plus faible tant sur le résultat que sur le jeu mais qui reste néanmoins sur une qualification historique contre l'Espagne qui a terminé auparavant quatrième lors de la Coupe du Monde 1950. Le match sera arbitré par le Portugais José Vieira da Costa, à la grande surprise à peine le match commencé, dés la 2e minute de jeu, les Turcs ouvrent le score via Suat Mamatqui passe la défense allemande sur le côté droit, notamment Horst Eckel et deux autres défenseurs allemands, et tire une frappe à ras de terre que Toni Turek, ne peut stopper malgré avoir touché le ballon. Cependant, une domination nette de la Mannschaft se fait voir et, quelques minutes plus tard, Hans Schäfer avec un une-deux se trouve seul face au gardien turc Turgay Seren et égalise, le match se termine à la mi-temps sur le score de 1-1.
Lors de la deuxième mi-temps, l'Allemagne de l'Ouest augmente l’intensité de son jeu et par conséquent le joueur du FC Gelsenkirchen-Schalke 04 (aujourd'hui connu sous le nom du FC Schalke 04), Bernhard Klodt permet à la Mannschaft de prendre l'avantage là encore comme son compatriote seul face au gardien, il ne laisse aucune chance et marque d'un tir puissance côté droit du gardien adverse, huit minutes plus tard c'est Ottmar Walter qui marque le troisième but sur une tête via un centre de Helmut Rahn. L'Allemagne de l'Ouest inscrira un quatrième et dernier but grâce à une passe en retrait de Bernhard Klodt à Max Morlock qui marque seul face au but vide. Les Allemands rentrent bien dans cette compétition et gagnent leur premier match de mondial, 20 ans après celui du mondial 1934 contre la Belgique.
| Entraîneur :   |
| Sepp Herberger |

| Entraîneur : |
| Sandro Puppo |

| Entraîneur :   |
| Sepp Herberger |

| Entraîneur : |
| Sandro Puppo |

#### Lourde défaite contre le Onze d'or Hongrois

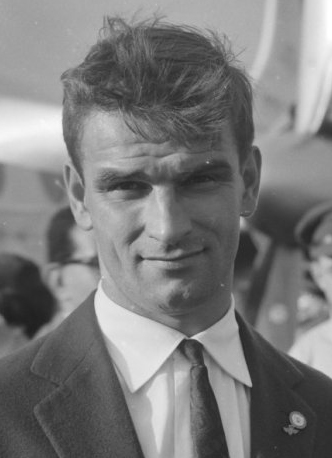
Sándor Kocsis attaquant de la Hongrie.

Pour le deuxième match du groupe, au Stade Saint-Jacques à Bâle, l’Allemagne de l'Ouest croise la route de sans doute de la plus forte équipe du monde à cette époque : la Hongrie, surnommé le onze d’or Hongrois, cette équipe n’a pas perdu depuis plusieurs années et reste sur des scores très surprenants, 9-0 contre la Corée du Sud au premier match de groupe où avant cela le score de 7-1 face à l'’Angleterre en match de préparation du mondial, à noter qu’il s’agit à ce jour de la plus large défaite des Anglais en match officiel,.
Dès la première mi-temps, la domination des Hongrois se fait sentir, dès la troisième minute sur un corner hongrois mal dégagé par Heinrich Kwiatkowski, Sándor Kocsis, attaquant vedette, ouvre le score pour les Magyars en reprenant la balle d’un tir puissant, quelques minutes après, le capitaine de la sélection hongroise Ferenc Puskás marque le deuxième but seul face au gardien là aussi d’un tir puissant, Sándor Kocsis inscrit un doublet à la 21e minute, les Allemands réduiront le score via le joueur de l’Eintracht Francfort, Alfred Pfaff, il s’agira de son premier but en sélection. Sans surprise à la mi-temps, les Allemands sont surclassés tant sur le jeu que sur le résultat,.
En deuxième mi-temps, la physionomie du match ne change gère, les Hongrois continuent à terrasser les Allemands, Nándor Hidegkuti inscrit un doublé en l'espace de 2 minutes seulement, respectivement à la 52e minute et à la 54e minutes, Durant la rencontre, Ferenc Puskás se fracture de la cheville alors qu'il se dispute le ballon avec l'Allemand Werner Liebrich. Il doit déclarer forfait pour les quarts et les demi-finales, au grand dam de ses partenaires. Malgré cette absence de taille, la Hongrie continue de rouler sur l’Allemagne de l’Ouest, avec un triplé de Kocsis à la 69e minute, qui seule face à Kwiatkowski, ne laisse aucune chance a ce dernier. József Tóth marque le septième but à la 75e minute. 2 minutes après le but, Helmut Rahn réduit le score à 7-2 sur une mauvaise sortie du gardien hongrois, Gyula Grosics. Enfin, la Hongrie marquera un 8e et dernier but de leur côté avec un quadruplé de Kocis à la 78e minute, après un temps fort des deux équipes, Richard Herrmann inscrira le dernier but du match, et son seul but avec la sélection allemande. L’arbitre anglais, William Ling, met fin à cette débâcle sur le score de 8-3.
Ce match établit plusieurs records, premièrement, il s’agit de la plus large défaite de la sélection allemande à ce jour en Coupe du monde. Deuxièmement, il s’agit du deuxième match le plus prolifique en matière de buts de l’histoire de la Coupe du monde derrière l'Autriche-Suisse avec 12 buts (7-5) de cette même année, individuellement, Kocis marque 4 buts en 1 seul match et égalise le record de joueur ayant marqué le plus de buts dans un match avec le Brésilien, Ademir lors de la Coupe du Monde 1950 contre la Suède. Ce dernier record sera plusieurs fois égalisé, mais il faudra attendre 40 ans plus tard pour le voir dépasser par le Russe Oleg Salenko durant la Coupe du Monde 1994 contre le Cameroun,.
| Entraîneur :  |
| Gusztav Sebes |

| Entraîneur :   |
| Sepp Herberger |

| Entraîneur :  |
| Gusztav Sebes |

| Entraîneur :   |
| Sepp Herberger |

#### Match d'appui, facile pour l'Allemagne
L’Allemagne de l’Ouest doit se confronter de nouveau à la Turquie, contrairement à nos jours, à cette époque le goal average n’était pas pris en compte lors du départage au classement final, ainsi un match d’appui devait avoir lieu, dans la mesure que la Turquie remporte son deuxième match contre la Corée du Sud sur le score fleuve de 7-0. Le match a lieu le 23 juin 1954, au Stade de Hardturm à Zurich, il sera arbitré par le Français  Raymond Vincenti, qui a déjà arbitré durant cette coupe du Monde le match : Hongrie-Corée du Sud.
Comme lors du premier match entre ces deux équipes, les Allemands sont largement dominateurs et cette fois-ci ils marquent dès la 2e minute de jeu grâce à Ottmar Walter sur une passe en retrait de Hans Schäfer, ce dernier va marquer le deuxième but à la 12e minute, avant que les Turcs via un corner réduisent le score à 2-1 sur une tête de Mustafa Ertan placée côté gauche du gardien allemand. Avant la fin de la mi-temps, Max Morlock, grâce à une erreur de la défense turque, accentue l’avantage à 3-1,.
En deuxième mi-temps, l’intensité du jeu diminue mais les Allemands inscrivent un quatrième but à la 60e minute grâce à leur meilleur buteur, Max Morlock, deux minutes plus tard, le capitaine Frirz Walter marquera un cinquième but d’un tir bien place côté droit du gardien, à la 79e minute, Morlock inscrit un triplé sur un tir puissant là aussi côté droit du gardien, deux minutes après Hans Schäfer marque le septième et dernier but allemand dans cette rencontre. Les Turcs marqueront le dernier but de ce match grâce à leur capitaine Lefter Küçükandonyadis qui réduit le score à 7-2.
| Entraîneur :   |
| Sepp Herberger |

| Entraîneur : |
| Sandro Puppo |

| Entraîneur :   |
| Sepp Herberger |

| Entraîneur : |
| Sandro Puppo |

#### Classement final de la Poule II
Le Onze d'or hongrois écrase les néophytes coréens 9-0 et les Allemands 8-3. Les Allemands et les Turcs gagnent chacun une fois, ce qui les met à égalité de points. Un match d'appui remporté sans surprise par la Mannschaft qui avait déjà surclassé la Turquie quelques jours plus tôt permet ainsi de les départager.
| Classement final |                      |     |   |   |   |   |    |    |      |
|                  | Équipe               | Pts | J | G | N | P | BP | BC | Diff |
| 1                | Hongrie *            | 4   | 2 | 2 | 0 | 0 | 17 | 3  | +14  |
| 2                | Allemagne de l'Ouest | 2   | 2 | 1 | 0 | 1 | 7  | 9  | -2   |
| 3                | Turquie *            | 2   | 2 | 1 | 0 | 1 | 8  | 4  | +4   |
| 4                | Corée du Sud         | 0   | 2 | 0 | 0 | 2 | 0  | 16 | -16  |

| 17 juin       | Hongrie              | 9 | 0 | Corée du Sud         |
| 17 juin       | Allemagne de l'Ouest | 4 | 1 | Turquie              |
| 20 juin       | Hongrie              | 8 | 3 | Allemagne de l'Ouest |
| 20 juin       | Turquie              | 7 | 0 | Corée du Sud         |
| Match d'appui |                      |   |   |                      |
| 23 juin       | Allemagne de l'Ouest | 7 | 2 | Turquie              |

### Quart de finale contre la Yougoslavie
En quart de finale, le 27 juin 1954 à 17h00, l'Allemagne de l’Ouest affronte la Yougoslavie au stade des Charmilles à Genève. Auparavant les Yougoslaves terminent en tête de leur groupe via un tirage au sort, ils réalisent une victoire contre la France sur le plus petit des scores 1-0 avec un but de Miloš Milutinović et réaliseront un match nul surprenant contre les finalistes du dernier mondial le Brésil, score 1-1,.
La Yougoslavie est une équipe habituée aux grands rendez-vous, elle terminera 4e en perdant contre le pays organisateur et futur vainqueur du premier mondial en 1930, l’Uruguay,. Ils seront deux fois finalistes des Jeux olympiques précédents, 1948 à Londres défaite contre la Suède, et 1952 à Helsinki en Finlande, contre le onze d’or hongrois. C’est la première fois que les deux équipes se rencontrent en compétition officielle, habituellement en matchs amicaux, les résultats parlent plus en faveur des Allemands.
L’arbitre hongrois, István Zsolt, siffle le début de la rencontre. Les Yougoslaves malheureux encaissent un but à la 9e minute de jeu, contre leur camp, du défenseur Ivica Horvat. La première mi-temps se termine sur le score de 1-0.
En deuxième mi-temps, les Yougoslaves accentuent leur pression sur la défense allemande, mais butent à chaque fois sur un bon gardien Toni Turek, pire, les hommes de Sepp Herberger, marquent le deuxième et dernier but du match synonyme de qualification grâce à Helmut Rahn à la 85e minute. Malgré une domination nette des Plavies les 3/4 du jeu, ce sont bien les Allemands qui se qualifient grâce à un bon réalisme devant les buts. La Mannschaft retrouvera en demi-finale l'équipe d'Autriche, vainqueur de la Suisse, dans le match historique sur le score de 7-5. En trois phases finales de Coupes du monde, c'est la 2e fois que l'Allemagne atteint les demi-finales, après celle du mondial 1934 perdue contre le finaliste tchécoslovaque.

#### Feuille de match
| Match 3                                          | Yougoslavie                  | 0 - 2   | Allemagne de l'Ouest       | Stade des Charmilles, Genève                  |                                               |
| 27 juin 1954 · 17:00 · Historique des rencontres |                              | (0 - 1) | Horvat 9e (csc) · Rahn 85e | Spectateurs : 20 000 Arbitrage : István Zsolt | Spectateurs : 20 000 Arbitrage : István Zsolt |
| 27 juin 1954 · 17:00 · Historique des rencontres | (Rapport) FIFA (Rapport) DFB |         |                            | Spectateurs : 20 000 Arbitrage : István Zsolt | Spectateurs : 20 000 Arbitrage : István Zsolt |

| Yougoslavie | Allemagne de l'Ouest |

| YOUGOSLAVIE :       |    |                   |  |
|                     |    |                   |  |
| Gardien de but      | 1  | Vladimir Beara    |  |
|                     | 3  | Tomislav Crnković |  |
|                     | 2  | Branko Stanković  |  |
|                     | 6  | Vujadin Boškov    |  |
|                     | 5  | Ivica Horvat      |  |
|                     | 11 | Branko Zebec      |  |
|                     | 10 | Stjepan Bobek     |  |
|                     | 4  | Zlatko Čajkovski  |  |
|                     | 18 | Miloš Milutinović |  |
|                     | 8  | Rajko Mitić       |  |
|                     | 9  | Bernard Vukas     |  |
| Sélectionneur :     |    |                   |  |
| Aleksandar Tirnanić |    |                   |  |

| ALLEMAGNE DE L'OUEST : |    |                  |           |  |
|                        |    |                  |           |  |
| Gardien de but         | 1  | Toni Turek       |           |  |
|                        | 3  | Werner Kohlmeyer |           |  |
|                        | 2  | Fritz Laband     |           |  |
|                        | 10 | Werner Liebrich  |           |  |
|                        | 6  | Horst Eckel      |           |  |
|                        | 8  | Karl Mai         |           |  |
|                        | 16 | Fritz Walter     | Capitaine |  |
|                        | 13 | Max Morlock      |           |  |
|                        | 12 | Helmut Rahn      |           |  |
|                        | 20 | Hans Schäfer     |           |  |
|                        | 15 | Ottmar Walter    |           |  |
| Sélectionneur :        |    |                  |           |  |
| Sepp Herberger         |    |                  |           |  |

| Assistants : Laurent Franken Fritz Buchmueller |

### Demi-finale: Derby Germanique
La demi-finale entre l’Allemagne de l’Ouest et l’Autriche restera un match particulièrement tendu au vu du contexte extra-sportif qui anime les deux pays. Peu avant la Seconde Guerre mondiale, l’Allemagne avait envahi l’Autriche à la suite de l’Anschluss,, les meilleurs joueurs autrichiens (réputés alors plus talentueux que les Allemands), devaient intégrer la sélection allemande, seul le capitaine Matthias Sindelar refuse à plusieurs reprises d’intégrer la sélection allemande, décision qu'il aura peut-être payé de sa vie. Puisqu'il sera retrouvé mort asphyxié avec son épouse à domicile. l’équipe autrichienne aura ainsi disparu de la scène footballistique au profit de l’Allemagne. Peu avant sa disparition durant la coupe du Monde 1934 en Italie, Allemands et Autrichiens se rencontrent pour le match de la 3e place et ce sont les Allemands qui remportent ce match. Toute cette péripétie entre ces deux pays laisse présager un match tendu entre les deux pays germaniques.
Au stade Saint-Jacques à Bâle, l’arbitre italien Vincenzo Orlandini siffle le début du match, pour la deuxième fois du tournoi après leur match d’appui contre les Turcs, les Allemands porteront le maillot vert et noir. Les Autrichiens seront dès les débuts du match dépassés par l’aspect athlétique des Allemands, ceci peut s’expliquer du fait que les Autrichiens auront laissé énormément d’énergie pour éliminer la Nati le tour précédant, dans le match le plus prolifique en matière de buts de l’histoire de la Coupe du monde. Par ailleurs, dans ce match, les Autrichiens perdront leur joueur cadre et gardien Kurt Schmied, qui subit une insolation durant le match contre le pays hôte (le règlement de l’époque n’autorise pas les remplacements). Les Allemands ouvrent le score par Hans Schäfer qui marque à la 31e minute sur une tête sur le côté gauche du gardien autrichien, grâce à un centre de Max Morlock. Le but déstabilise réellement l'Autriche, malgré une domination nette des Allemands, les Autrichiens essaieront d’agir par la suite mais il n’en est rien, avant la fin de la mi-temps, les hommes de Walter Nausch, auront un coup franc relativement bien placé, mais ne le concrétisent pas, ainsi la Mannschaft mène 1-0 à la mi-temps.
La deuxième période sera d'un tout autre registre au niveau évolutif du score. Deux minutes après le coup d’envoi, sur un corner, Max Morlok de la tête double la mise, quelques secondes plus tard, le joueur autrichien du Rapid de Vienne, Erich Probst, réduit le score à 2-1. Les frères Walter réaliseront une performance remarquable, tout d’abord le capitaine Fritz Walter marque à la 54e minute sur un penalty le troisième but, avant que son frère Ottmar Walter marque le quatrième but sur une tête via un corner à la 61e minute et à la 64e minute Fritz Walter là encore sur un autre penalty marque le 5e but, ces 10 minutes de domination allemande auront été un véritable coup de massue dont les Autrichiens ne se relèveront jamais, le sixième et dernier but allemand sera réalisé par Ottmar Fritz sur une tête. L’Allemagne devant 30 000 spectateurs allemands, fait sensation en gagnant le match sur le score fleuve de 6-1.
Cette demi-finale sera vue comme un véritable choc côté autrichien, tant sur le score, que sur le jeu proposé, considéré par ces derniers comme obsolète. Tandis que côté allemand, la festivité est de mise, pour la première fois de son histoire, les Allemands iront en finale d’une Coupe du monde,.

#### Feuille de match
| Match 3                                          | Allemagne de l'Ouest                                                             | 6 - 1   | Autriche   | Stade Saint-Jacques, Bâle                           |                                                     |
| 30 juin 1954 · 18:00 · Historique des rencontres | Schäfer 31e · Morlock 47e · F. Walter 54e (pen.), 64e (pen.) · O. Walter 61e 89e | (1 - 0) | 51e Probst | Spectateurs : 58 000 Arbitrage : Vincenzo Orlandini | Spectateurs : 58 000 Arbitrage : Vincenzo Orlandini |
| 30 juin 1954 · 18:00 · Historique des rencontres | (Rapport) FIFA (Rapport) DFB                                                     |         |            | Spectateurs : 58 000 Arbitrage : Vincenzo Orlandini | Spectateurs : 58 000 Arbitrage : Vincenzo Orlandini |

| Allemagne de l'Ouest | Autriche |

| ALLEMAGNE DE L'OUEST : |    |                |           |  |
|                        |    |                |           |  |
| Gardien de but         | 1  | Toni Turek     |           |  |
|                        | 4  | Hans Bauer     |           |  |
|                        | 2  | Fritz Laband   |           |  |
|                        | 7  | Jupp Posipal   |           |  |
|                        | 6  | Horst Eckel    |           |  |
|                        | 8  | Karl Mai       |           |  |
|                        | 16 | Fritz Walter   | Capitaine |  |
|                        | 14 | Bernhard Klodt |           |  |
|                        | 13 | Max Morlock    |           |  |
|                        | 20 | Hans Schäfer   |           |  |
|                        | 15 | Ottmar Walter  |           |  |
| Sélectionneur :        |    |                |           |  |
| Sepp Herberger         |    |                |           |  |

| AUTRICHE :      |    |                 |  |
|                 |    |                 |  |
| Gardien de but  | 16 | Walter Zeman    |  |
|                 | 2  | Gerhard Hanappi |  |
|                 | 3  | Ernst Happel    |  |
|                 | 6  | Karl Koller     |  |
|                 | 5  | Ernst Ocwirk    |  |
|                 | 8  | Walter Schleger |  |
|                 | 11 | Alfred Körner   |  |
|                 | 7  | Robert Körner   |  |
|                 | 10 | Erich Probst    |  |
|                 | 21 | Ernst Stojaspal |  |
|                 | 9  | Theodor Wagner  |  |
| Sélectionneur : |    |                 |  |
| Walter Nausch   |    |                 |  |

| Assistants : Arthur Ellis Fritz Buchmueller |

### Finale: La première étoile pour l'Allemagne
Pour la première fois de leur histoire, les Allemands disputeront leur première finale de Coupe du monde, ratant de peu celle de 1934 contre le finaliste, la Tchécoslovaquie de Karel Petrů. Cette fois-ci, les hommes de Sepp Herberger sont à 90 minutes de réaliser le premier titre majeur dans l’histoire du foot allemand,.
Néanmoins, ils vont de nouveau rencontrer l'Onze d'or hongrois de Gusztáv Sebes, ces derniers auront eu un véritable parcours du combattant en éliminant, le Brésil, malheureux finaliste du dernier mondial, en quart de finale, le match se déroule dans une atmosphère d'une rare violence où des joueurs seront blessés physiquement, il y aura eu notamment dans cette rencontre 3 exclusions (2 Brésiliens et 1 Hongrois celle de József Bozsik), le match se termine sur le score de 2-4 pour les Magyars au coup de sifflet final, une bagarre générale aura lieu, ce match tant par son prestige et sa violence portera le nom de la Bataille de Berne. La demi-finale entre le tenant du titre, l'Uruguay, toujours invaincu en phase finale de Coupe du monde, et la Hongrie, grande favorite, est l'"affiche" du dernier carré. Cette finale avant la lettre entre les deux équipes qui ont produit le meilleur football jusque-là dans la compétition tient toutes ses promesses. Longtemps menés par des Hongrois magnifiques, puis revenus au score à la fin du temps réglementaire, les Uruguayens se montrent enfin dominateurs en début de prolongation mais laissent passer leur chance en ne concrétisant pas leurs occasions (dont un tir sur le poteau de Juan Eduardo Hohberg). C'est finalement, Sándor Kocsis, futur meilleur buteur du tournoi, qui force la décision pour la Hongrie par deux coups de tête imparables en fin de prolongation, permettant aux Hongrois de devenir la troisième nation à disputer deux finales, après l'Uruguay (1930 et 1950) et l'Italie (1934 et 1938). Cette demi-finale est considérée par les connaisseurs comme l'un des plus grands matchs de l'histoire de la Coupe du monde. Ces deux matchs face au Brésil et l'Uruguay, auront notamment laissé des séquelles sur le plan de la récupération physique côté hongrois, au détriment des Allemands qui dérouleront contre les Autrichiens dans l'autre demi-finale.
Contrairement au premier match en phase de groupes entre ces deux équipes, Sepp Herberger, alignera l’équipe-type en finale. Au premier tour, le technicien allemand considérait que le match comme perdu d'avance face au onze d'or hongrois et par conséquent acceptera de « sacrifier » ce match au niveau résultat en alignant l'équipe seconde,. Après la victoire des Allemands contre l'Autriche, le lendemain matin, Sepp Herberger décide par surprise d’entraîner les joueurs de la Mannschaft, sous une pluie battante, l'explication de cet exercice sera donnée par Herberger, : 

« Aujourd'hui il pleut, s'il pleut encore dimanche (jour de finale), nous serons avantagés car les Hongrois ne seront pas en condition, nous si ! »

— Sepp Herberger
Autres avantages et pas des moindres dus aux conditions climatiques que les Allemands avaient planifiées, le fondateur de la firme internationale allemande Adidas, Adolf Dassler, créera les premières chaussures à crampons visées, donnant à l'équipe allemande un avantage sur ses adversaires sur terrain mouillé. Cette Coupe du monde est considérée comme le début de la carrière mondiale d'Adidas,.
Tous ces paramètres offrent à la Mannschaft une réelle occasion de marquer l'histoire et l'exploit face à l'ogre hongrois n'ayant pas perdu depuis plus de 3 ans. D'ailleurs, côté maygar, les hommes de Gustave Sebes n'ont pas autant pris au sérieux ce match estimant à tort que le match était joué d'avance et que la Hongrie allait remporter son premier trophée planétaire, et que rien ne pouvait les empêcher, avec en plus le retour de leur capitaine et meilleur joueur, Ferenc Puskás, à la suite de sa blessure contre ces mêmes Allemands au premier tour. Ce match Allemagne de l'Ouest contre la Hongrie n'est pas uniquement un simple match de foot, mais il est en parallèle un match politique entre le bloc de l'Ouest représenté par les Allemands et le bloc de l'Est représenté par les Hongrois.

Les finalistes
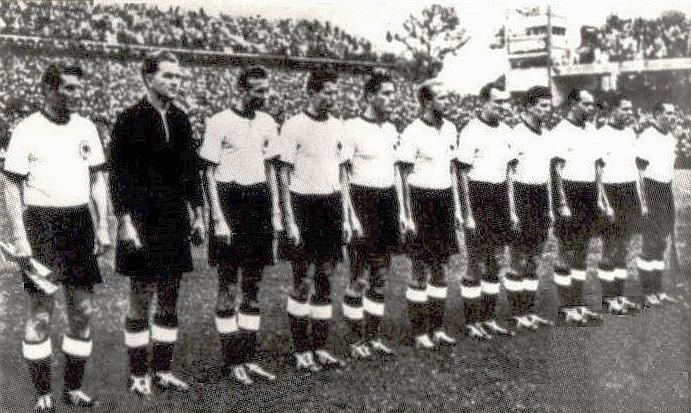
L'équipe d'Allemagne 1954;
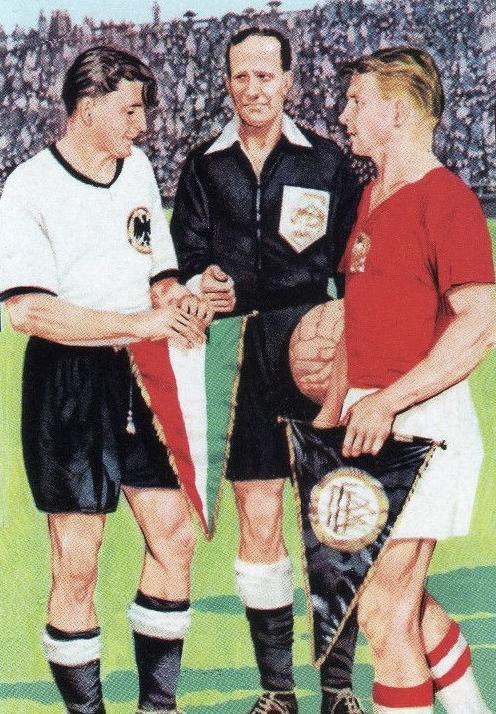
Les deux capitaines Walter (G.), et Puskàs (D.) ; au centre l'arbitre Orlandini.
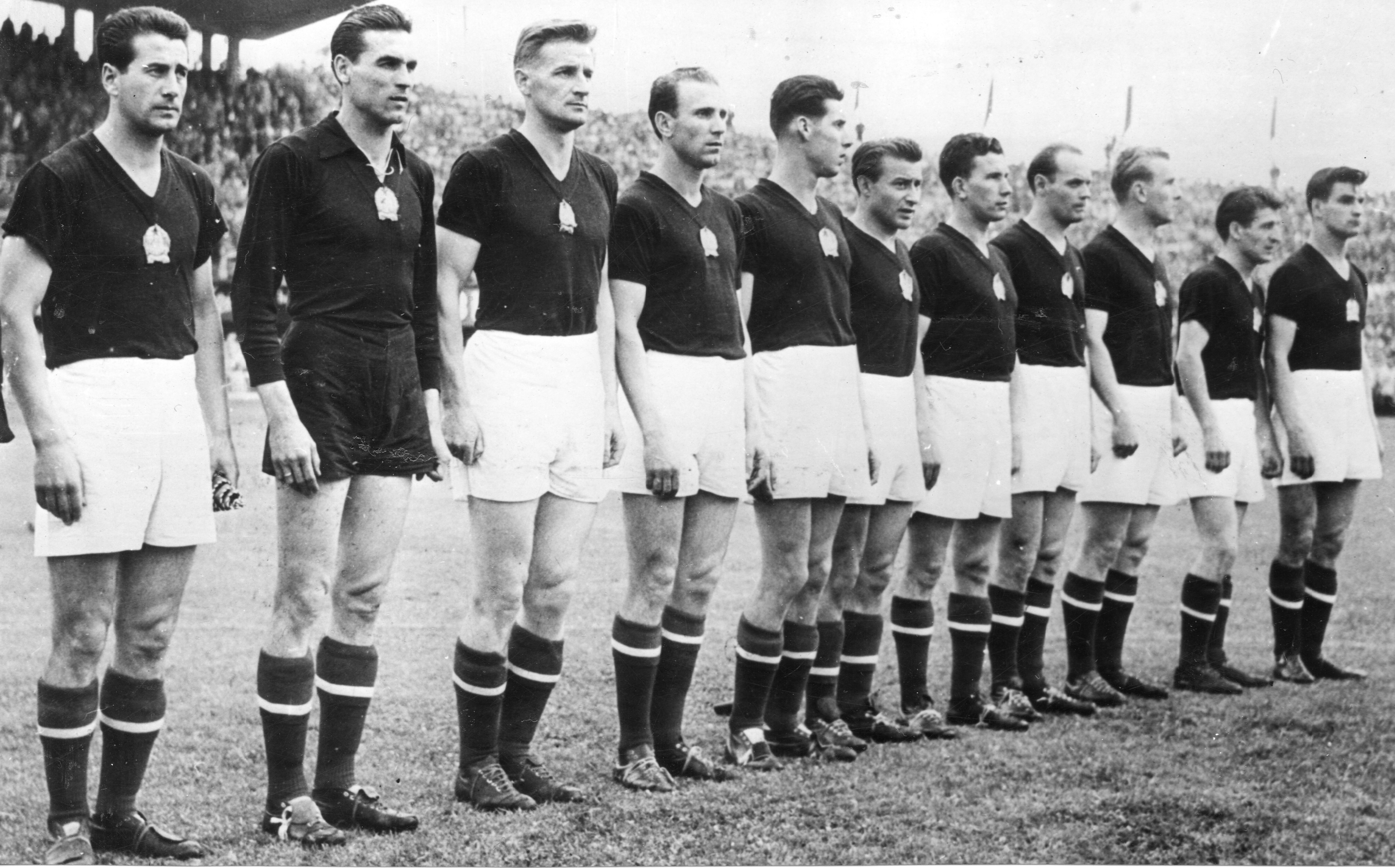
L'équipe de Hongrie 1954.

#### Résumé de la rencontre
Le 4 juillet 1954 à 17h00, à Berne, au stade du Wankdorf devant plus de 60 000 spectateurs, dont la moitié sont des supporters allemands, les joueurs allemands rentrent sur le terrain accompagnés de leur ultime adversaire hongrois. Les joueurs de la Mannschaft seront vêtus de leur traditionnel maillot couleur blanc et noir, tandis que les Hongrois aborderont la rencontre, là aussi avec leur maillot traditionnel rouge et blanc orné du symbole stalinien. Le match se déroule sous une pluie battante, comme l'espérait Sepp Herberger, le terrain se trouve être boueux et le jeu fluide hongrois se trouvera forcément contrarié.
Après que les deux capitaines Fritz Walter et Ferenc Puskás, se soient salués et échangés les fanions des deux associations de football, l'arbitre anglais William Ling siffle le début du match à 16h53, soit sept minutes d'avances. Après une brève analyse, les Allemands ont pu éviter un départ éclair hongrois comme lors du match du premier tour. Mais dès la 6e minute, le premier but des Hongrois fut signé par Ferenc Puskás en guise de revanche, face aux Allemands avec qui il s'était foulé la cheville après un duel avec Werner Liebrich, lors du match précédent. Malgré sa période d’absence, le natif de Budapest, retrouve son meilleur niveau de performance et a quand même pu profiter d'un rebond avec un tir bas placé dans le coin le plus éloigné. Trois minutes plus tard, Zoltán Czibor, portait le score à 2-0 après une erreur défensive allemande. L'entraîneur Sebes aurait alors fait signe à Puskás de s'écarter et lui aurait dit :

« Nous ne pouvons pas nous permettre de gagner à nouveau 8-3 en finale. Nous ne pouvons pas faire ça à la FIFA. »

— Gusztáv Sebes
Moins de 60 secondes plus tard, Helmut Rahn, avançait irrésistiblement sur l'aile gauche, centrait vers la droite, et Max Morlock parvenait à pousser le ballon, qui avait rebondi sur Gyula Lóránt, devant Gyula Grosics pour marquer le but du 1-2. Le jeu s'est ensuite déroulé dans les deux sens. À la 18e minute, Helmut Rahn à la suite d'un corner, reprend la balle du pied et égalise pour les Allemands à la surprise générale. Les hommes de Sepp Herberger arrivent à tenir tête au onze d'or hongrois, qui augmente son rythme offensif mais le gardien de 35 ans, Toni Turek, commence à devenir un réel mur infranchissable dans la bataille défensive lorsqu'il a repoussé un tir à bout portant de Nándor Hidegkuti à la 28e minute. À la 36e minute, Kocsis est tombé au sol dans la surface de réparation après avoir subi la pression de Liebrich, l'arbitre Ling n'a pas accordé de penalty. Six minutes plus tard, Grosics parvenait de justesse à dévier un tir de Hans Schäfer, le tir ultérieur de Rahn était stoppé par Buzánszky. Immédiatement après, Horst Eckel est resté allongé, après un court traitement, il s'est remis sur pied. Finalement, l'arbitre William Ling a sifflé la mi-temps.

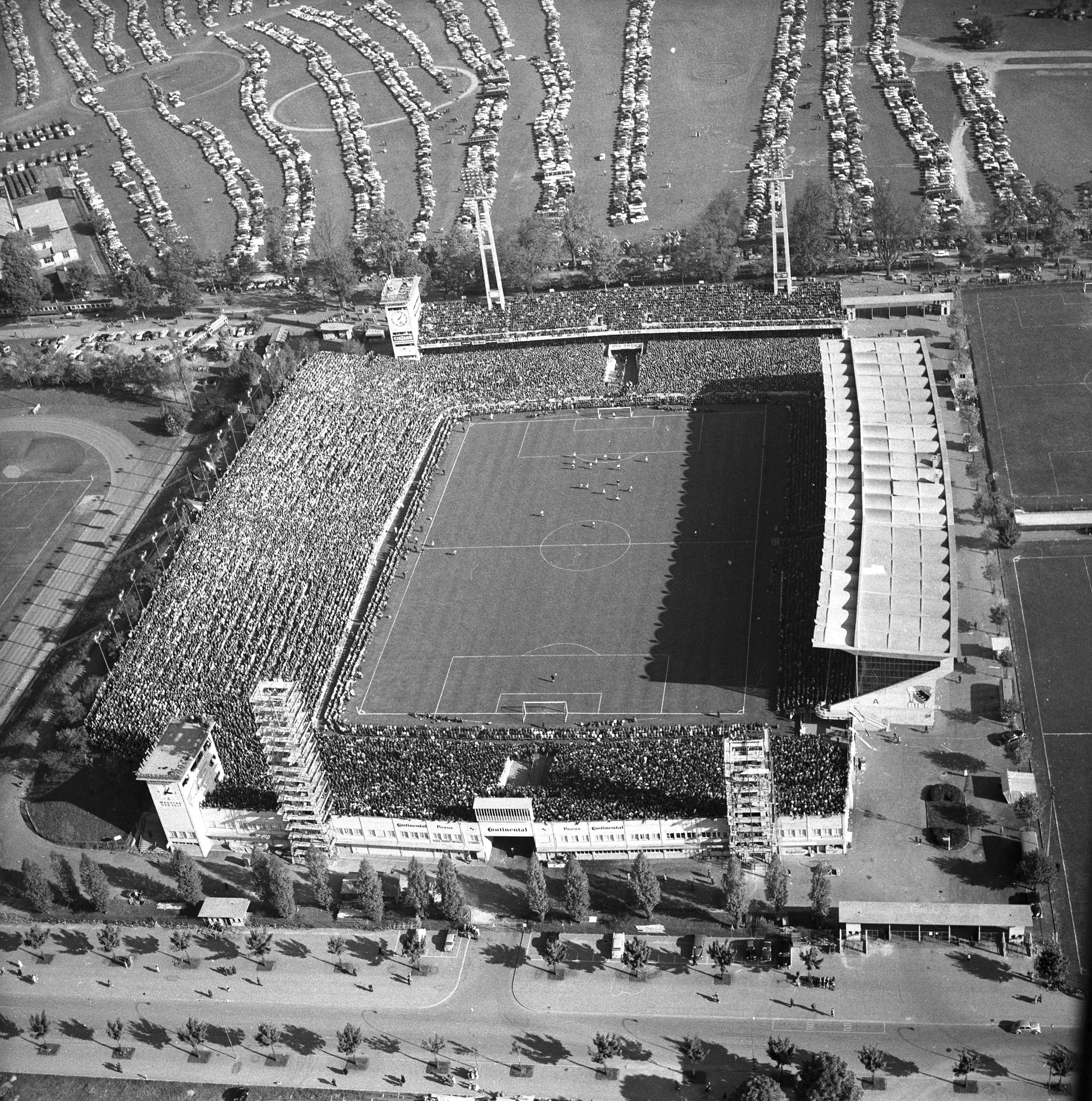
Stade du Wankdorf
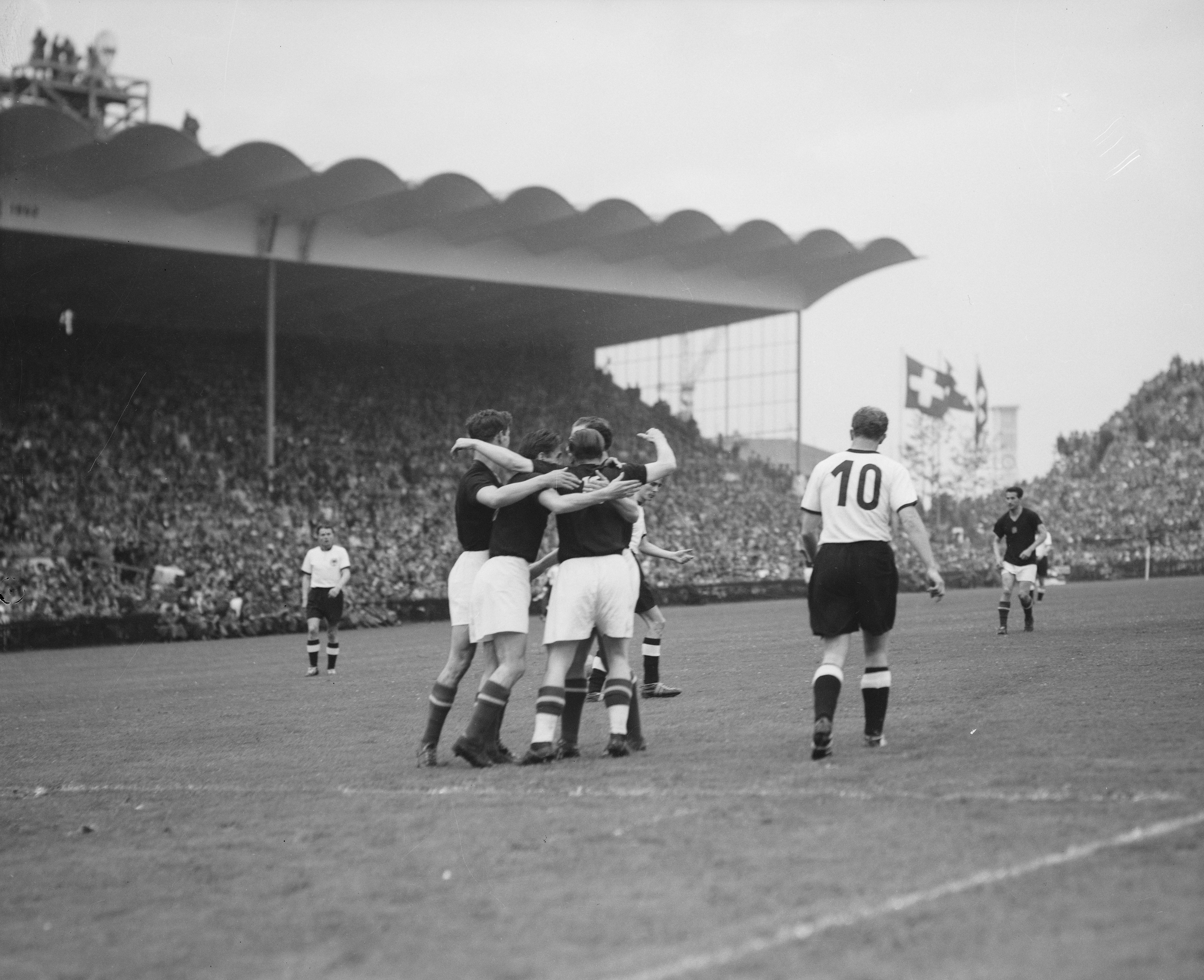
Hongrois fêtant le premier but
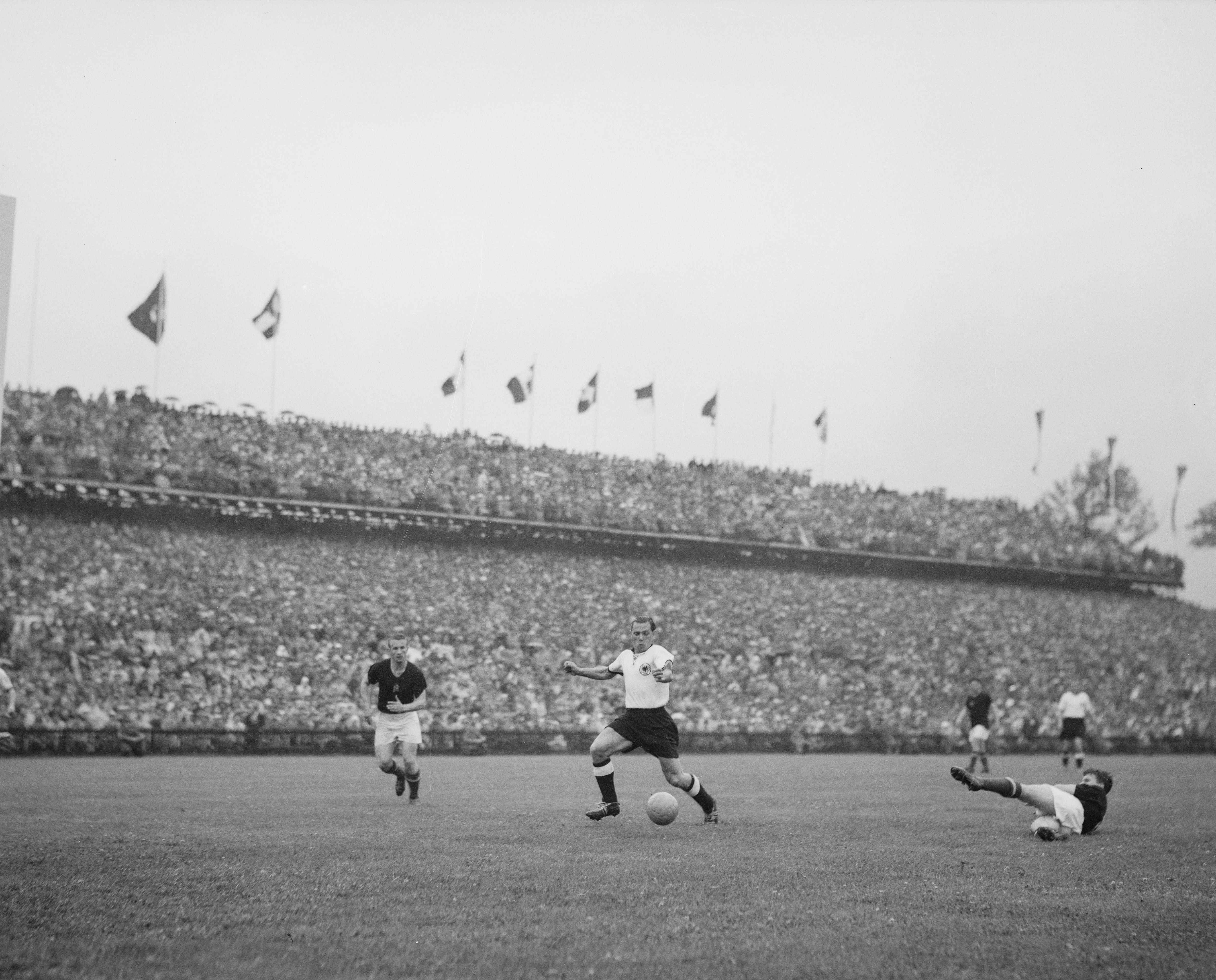
Morlock réduit le score

De retour de la mi-temps, les Hongrois un peu sonnés de cette performance allemande, sont sortis des vestiaires avec beaucoup plus de détermination. Dès la 46e minute, Turek réussissait à capter un tir dévié de Czibor et peu après un tir de Puskás. Mais même si Turek a été battu, c'est le défenseur, Werner Kohlmeyer, qui stoppe un tir hongrois à la 53e minute, puis la barre transversale (57e minute) sauve les Allemands. Après environ un quart d'heure de pression hongroise et de domination nette, ces derniers commencent à faiblir sur le terrain détrempé. À la 67e minute, Turek a dû parer du pied un tir de Puskás avant que Kohlmeyer ne renvoie le ballon. Mais à partir de la 70e minute environ, le jeu a changé : les Hongrois ont dû commencer à subir quelques contre attaques allemandes, ceci s'explique par leur rythme élevé et au terrain souple plus que jamais impraticable à un jeu fluide, proposé auparavant par le onze d'or. Après des dizaines et des dizaines de matchs où les Hongrois annihilent leur adversaire par le jeu, les hommes de Gustave Sebes se sentent réellement en danger face à une équipe allemande de plus en plus confiante et qui n'a pas peur d'entreprendre. Les Allemands et Hongrois se procurent des occasions tout au long des vingt dernières minutes, à la 74e minute, Grosics a empêché Rahn de marquer avec un superbe arrêt. En échange, Turek devait se dégager contre Czibor. Peu de temps après, Turek et Hidegkuti sont entrés en collision. Le gardien allemand est resté allongé, a dû être soigné par le médecin de l'équipe et a pu revenir vers son but. À la 84e minute, le Hongrois József Bozsik a perdu le ballon face à l'ailier gauche allemand Hans Schäfer qui centre dans la surface de réparation hongroise. La défense hongroise n'a que mal dégagé, le ballon est donc allé à Helmut Rahn. Il a simulé une passe à Ottmar Walter dans la surface de réparation, a trompé deux Hongrois et a tiré le ballon à environ 16 mètres dans le coin inférieur gauche pour porter le score à 3-2.
Choc côté hongrois, stupéfaction côté allemand, les 10 dernières minutes voient un déchaînement magyar. La Hongrie a fait irruption dans la surface de réparation allemande, Puskás a tiré et le ballon s'est retrouvé dans le but à la 86e minute - le juge de ligne Mervyn Griffiths (Pays de Galles) avait précédemment signalé un hors-jeu, qui fait débat. À la fin du temps réglementaire, Czibor se présentait libre à cinq mètres devant Turek, qui arrive à faire un arrêt. Ensuite, Fritz Walter dégageait le ballon pour une remise en jeu sur la ligne médiane. Cela a été exécuté rapidement et s'est retrouvé avec Bozsik. Peu de temps après, l'arbitre Ling a sifflé la fin du match : l'Allemagne était championne du monde. Peu de temps après, Fritz Walter reçoit le trophée de la Coupe du monde des mains de Jules Rimet.

#### Feuille de match
| 4 juillet 1954 17h00      | Allemagne de l'Ouest                                           | 3 - 2   | Hongrie                         | Stade du Wankdorf, Berne                                            |                                                                     |
| Historique des rencontres | ( Rahn) Morlock 10e · ( Walter) Rahn 18e · ( Schäfer) Rahn 84e | (2 - 2) | 6e Puskás (Kocsis ) · 8e Czibor | Spectateurs : 62 471 · Arbitrage : William Ling · Photos du match · | Spectateurs : 62 471 · Arbitrage : William Ling · Photos du match · |
| Historique des rencontres | (Rapport)                                                      |         |                                 | Spectateurs : 62 471 · Arbitrage : William Ling · Photos du match · | Spectateurs : 62 471 · Arbitrage : William Ling · Photos du match · |

|  | Titulaires : Anton Turek Josef Posipal Werner Kohlmeyer Horst Eckel Werner Liebrich Karl Mai Helmut Rahn Maximilian Morlock Ottmar Walter Fritz Walter Hans Schäfer Entraîneur : Sepp Herberger | Finale de la Coupe du monde 1954 |  | Titulaires : Gyula Grosics Jenő Buzánszky Mihály Lantos József Bozsik Gyula Lóránt József Zakariás Zoltán Czibor Sándor Kocsis Nándor Hidegkuti Ferenc Puskás Mihaly Tóth Entraîneur : Gusztáv Sebes |

| Arbitres assistants : Vincenzo Orlandini Benjamin Griffiths |

## Statistique collectif et individuelle
Cette Coupe du monde 1954, laissera une trace importante dans l'histoire de la compétition, à ce jour il s'agit de la Coupe du monde la plus prolifique en matière de moyenne de buts par match avec un ratio de 5,38. Sur les 140 buts de la Coupe du monde 1954, les Allemands auront inscrit 25 buts, par la même occasion cette équipe de Sepp Herberger est à ce jour l’équipe allemande la plus tranchante en nombre de buts de toutes les générations confondues.
| Rang | Buts             | Équipe               | Année            |
| ---- | ---------------- | -------------------- | ---------------- |
| 1    | 27 (en 5 matchs) | Hongrie              | 1954 (2e)        |
| 2    | 25 (en 6 matchs) | Allemagne de l’Ouest | 1954 (Vainqueur) |
| 3    | 23 (en 6 matchs) | France               | 1958 (3e)        |
| 4    | 22 (en 6 matchs) | Brésil               | 1950 (2e)        |

Sur le plan individuel, c'est la première fois de l'histoire du football allemand qu'un joueur (en l’occurrence, Max Morlock) marque 6 buts en Coupe du monde.

## L’après coupe du Monde

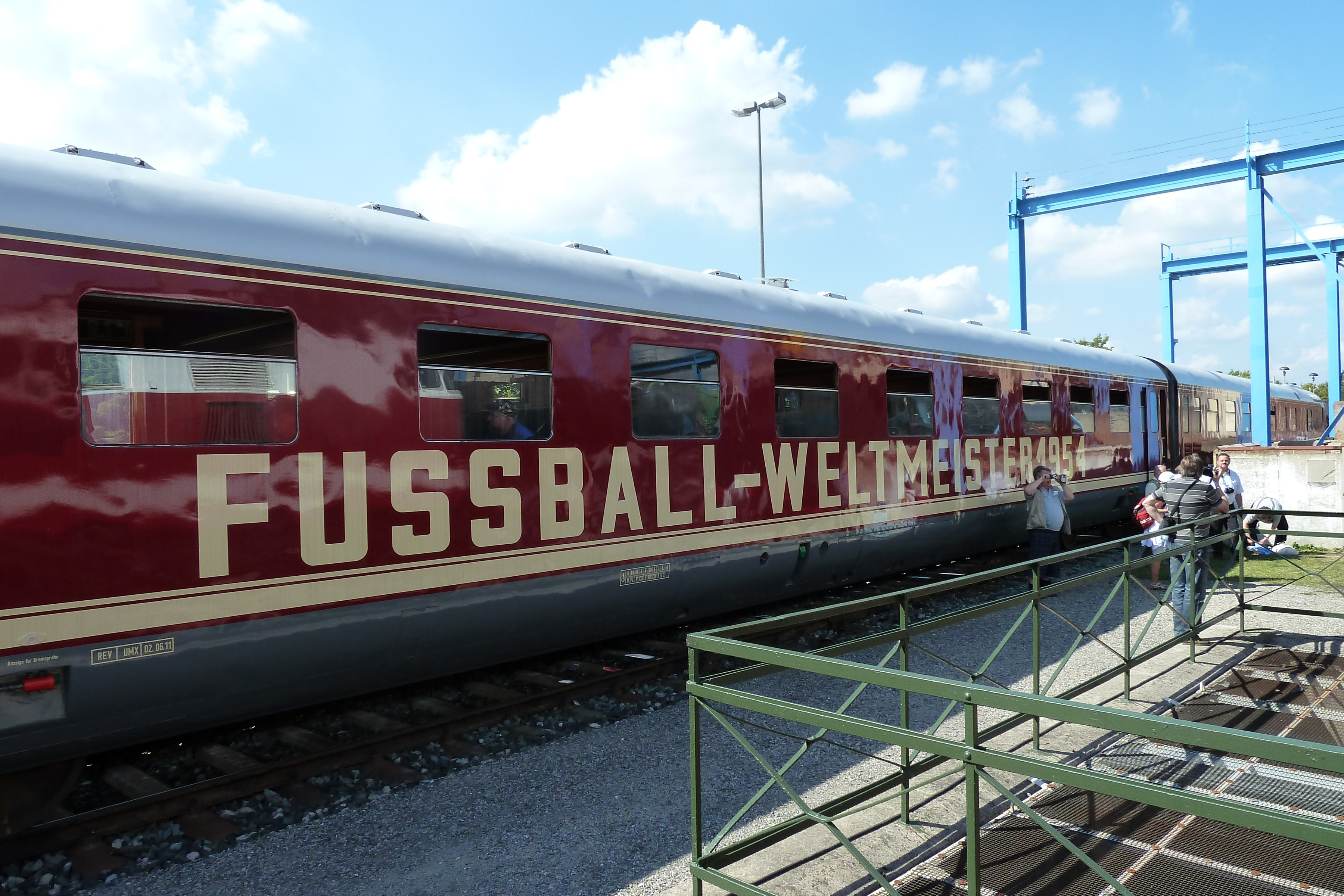
Le Weltmeisterzug (en français : train des Champions du monde).

Le parcours de l’équipe allemande de 1954, maquera à jamais l'histoire du football allemand et du football en général, la réaction d’après-match contre la Hongrie, fut la stupéfaction dans la presse internationale. En Allemagne de l'Ouest, la festivité était à son paroxysme le service syndical allemand de la CDU/CSU explique, qu'après le succès de la sélection à Berne, celle-ci, relevait d'un « miracle du football allemand, le Süddeutsche Zeitung écrivait au lendemain du succès de la Coupe du monde : 

« L'équipe allemande réalise le miracle du football à Berne. »

— Süddeutsche Zeitung
Les journaux en Allemagne de l'Est (RDA) n'ont pas rapporté les réactions déclenchées par le résultat de Berne. Le premier grand succès sportif allemand après 1945 a également reçu une attention et une appréciation appropriées dans la presse internationale. Le Bild-Telegraph de Vienne parlait de la « huitième merveille du monde ». Le Daily Express a écrit : « Ces Allemands peu remarqués, pendant des années les parias du football international, ont riposté et ont gagné. Ils ont gagné parce que, contrairement à toutes les autres équipes de cette série de championnats, ils ont refusé d'écouter les histoires effrayantes de la magie du ballon magyar." 
En France, Le Figaro a déclaré : "Il faut reconnaître que les footballeurs allemands ont utilisé leurs compétences d'une manière merveilleuse. savait comment s'en servir. […]" et aux Pays-Bas dans De Telegraaf : "L'équipe miracle des Magyars est vaincue. Elle a été battue par un onze qui formait une unité et s'est défendue de toutes ses forces contre une offensive de longue haleine, pour ensuite exploiter brillamment les opportunités qui se présentaient[…]» Deux jours seulement après avoir remporté le titre, les hommes politiques quotidiens ont été écartés des événements post-Coupe du Monde à la une des journaux allemands. Par la suite, on parlera alors du miracle de Berne, Das Wunder Von Bern en allemand. En 2003, un film sera réalisé qui retracera l’épopée de cette équipe.
À leur retour, les « Héros de Berne » sont célébrés par plus de 500 000 personnes sur la Marienplatz de Munich. Des dizaines de milliers d'Allemands se massent dans les gares pour saluer le train transportant les footballeurs champions du monde, dont 300 000 rien que le long des voies ferrées bavaroises. Au stade olympique de Berlin, devant 80 000 personnes, les joueurs sont décorés par le président fédéral Theodor Heuss et reçoivent la Silbernes Lorbeerblatt, la plus haute distinction sportive en Allemagne.
Peco Bauwens, président de la DFB, s'empresse après la victoire d'annoncer le retour de l'Allemagne sur la scène internationale, avant que ses propos ne soient tempérés par Theodor Heuss lui-même, qui craignait une mauvaise interprétation du point de vue de Bauwens. Peu après, les responsables de la CDU affirment : « Remporter ce championnat a été un exploit grandiose, mais il ne faut pas considérer cela d'un point de vue nationaliste. Ce n'est qu'un jeu », ceci dans le but de rassurer les Alliés sur les intentions de l'Allemagne après la Coupe. Claude Mauler, journaliste de la Feuille d'avis de Neuchâtel écrit « l'hymne allemand [...] eut quelque chose de grandiose et d'inquiétant à la fois... ».

## Postérité de l’équipe de 1954
Avec ce sacre inespéré du mondial 1954 en Suisse, cette équipe allemande, a ravivé la joie des supporteurs allemands, et dans un cadre extra-sportif, a contribué à entériner une page sombre de l'histoire de l'Allemagne post Seconde Guerre mondiale, le foot n’étant pas seulement un sport mais un vecteur de rassemblement, cette équipe a marqué toute une génération et les générations suivantes prendront magnifiquement la relève, avec la réunification de l'Allemagne en 1990, cette équipe de l'Allemagne réunifiée, sera l’héritière légitime de cette équipe d'Allemagne de l'Ouest qui par les années suivantes après 1954 continuera à hisser la Mannschaft au plus haut niveau des coupes du monde. Cette équipe d'Allemagne de 1954 marque donc le début d'une régularité exceptionnelle des Allemands en Coupe du Monde, ainsi, entre 1954 et 2014, l'Allemagne, ne ratera aucune édition et sera au minimum en quart de finale, elle connaîtra 8 finales de Coupe du Monde, un record mondial et connaîtra 13 demi-finales, là aussi un record mondial. À ce jour, l'Allemagne possède 4 étoiles sur son maillot, chaque étoile représentant un sacre au mondial, les joueurs allemands de 1954 seront à jamais les premiers Allemands champion du monde dans l'histoire de l'Allemagne.
Avec les décès de plusieurs joueurs, les témoignages directs se font de plus en plus rares. Le 3 décembre 2021 marque une date importante, car l'ancien joueur du FC Kaiserslautern et le dernier joueur vivant de cette équipe victorieuse du « miracle de Berne », Horst Eckel, décède,.

Les sculptures dédiées
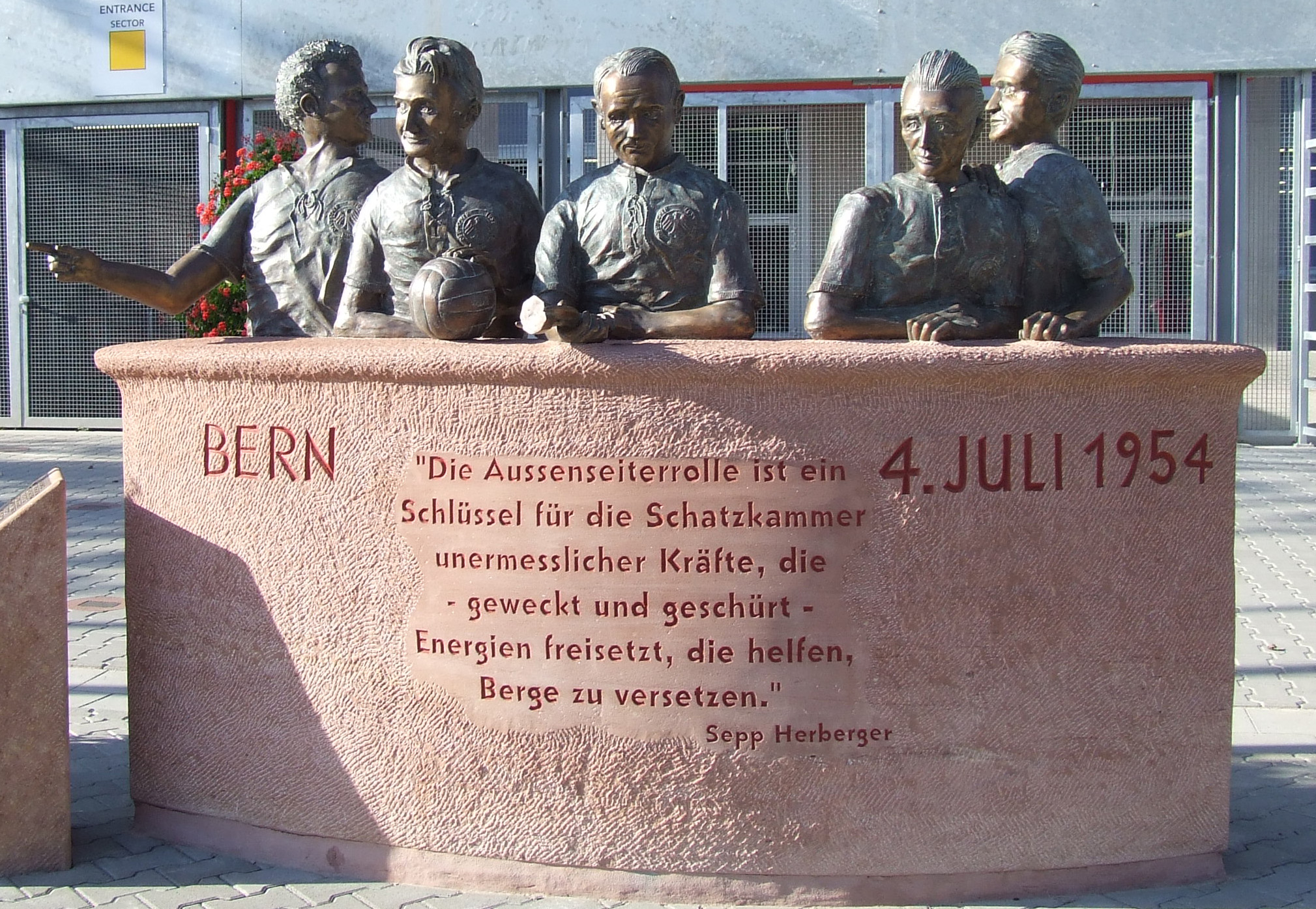
Sculpture dédiée aux joueurs du FC Kaiserslautern.
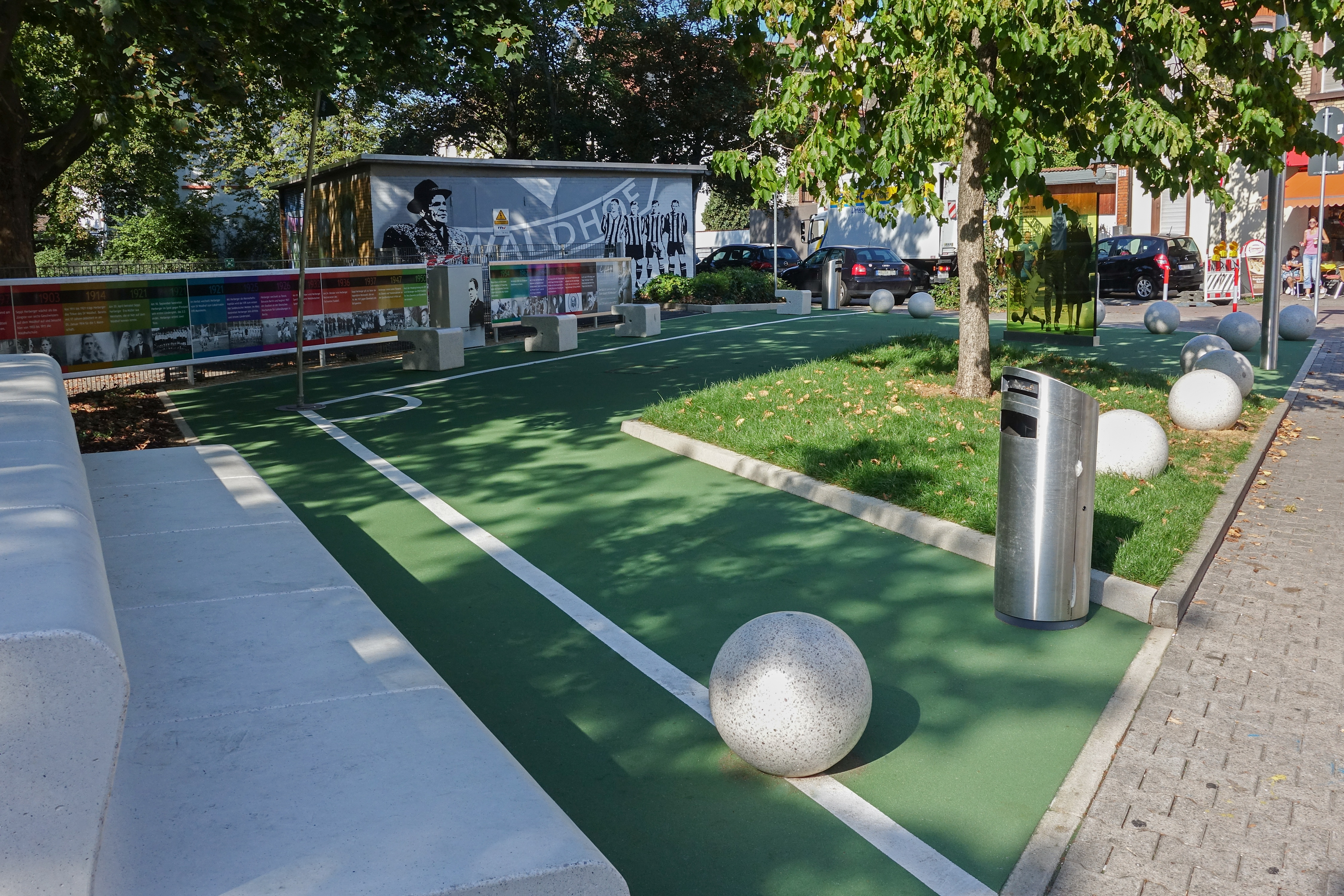
Sculpture dédiée a Sepp Herberger.
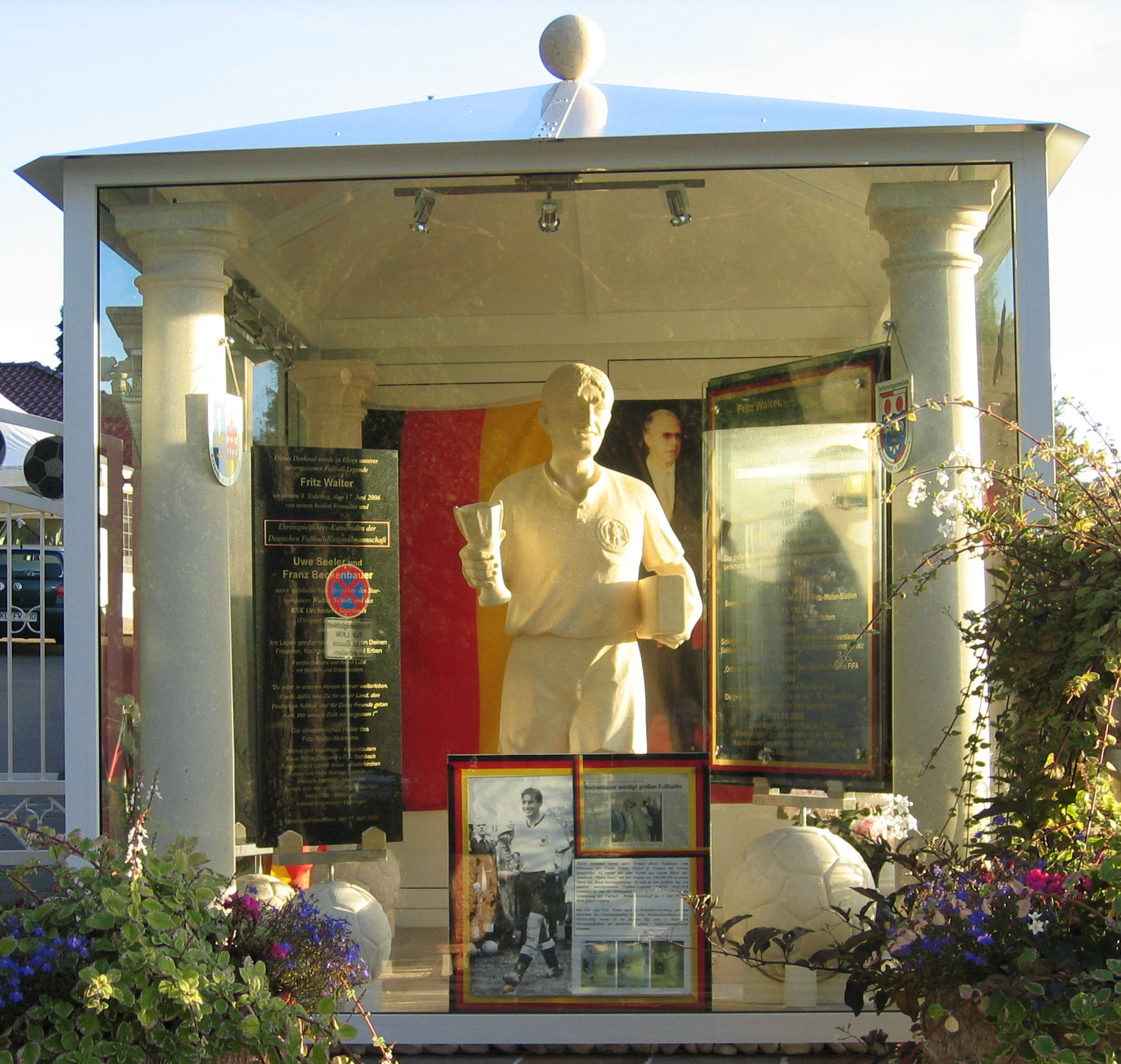
Sculpture dédiée à Fritz Walter.
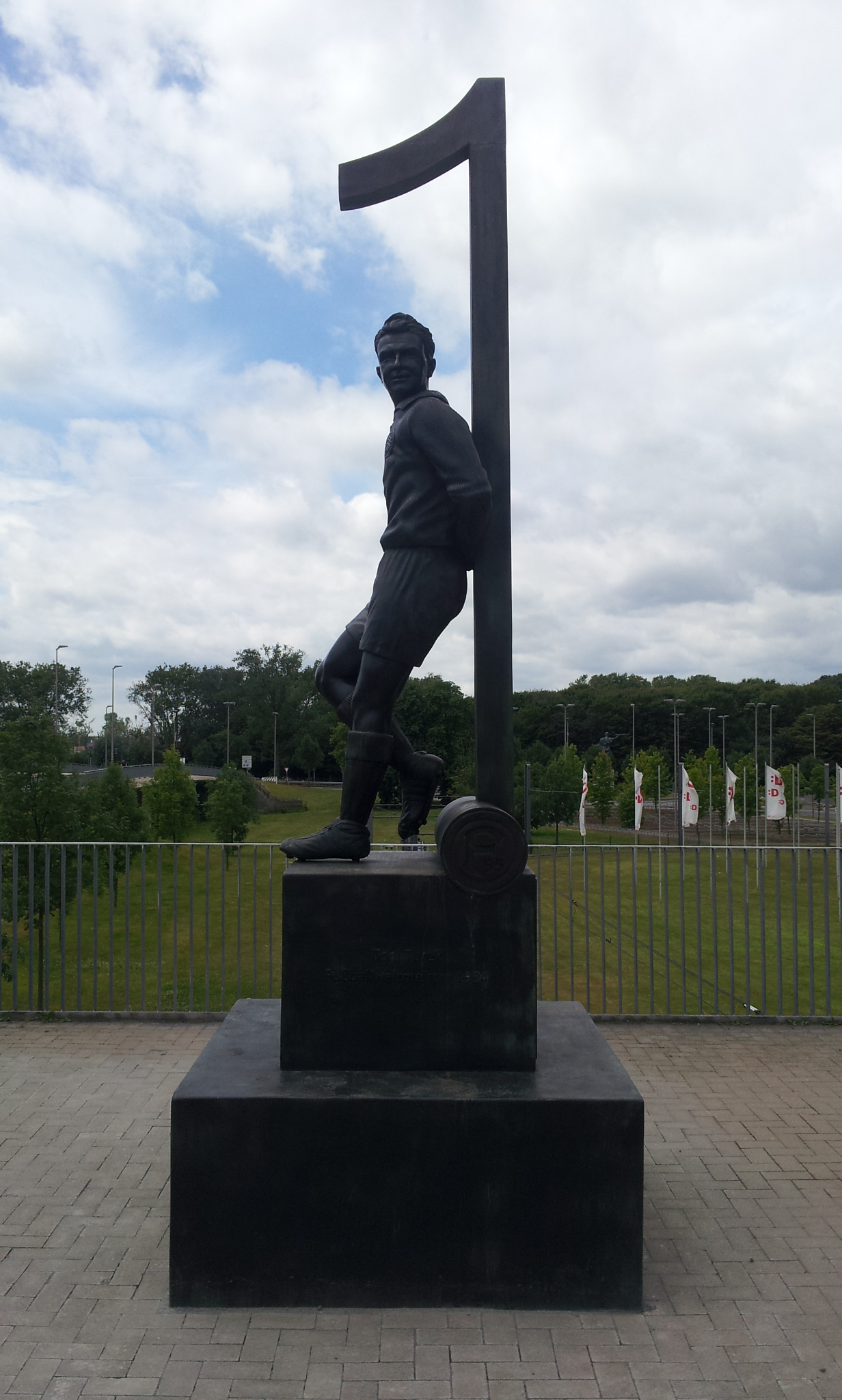
Sculpture dédiée à Toni Turek.